# 慶應義塾図書館旧館
慶應義塾図書館旧館（けいおうぎじゅくとしょかんきゅうかん）は、東京都港区三田の慶應義塾大学三田キャンパスにある大学図書館で、三田演説館と並んで慶應義塾大学を象徴する建造物の一つである。国の重要文化財（建造物）に指定されている。
1912年（明治45年）開館時の正式名称は慶應義塾創立五十年紀念図書館。1982年（昭和57年）に図書館新館が開館した後は旧館と呼ばれるようになった。

## 沿革

### 前史
慶應義塾創設者となる福澤諭吉は早くから図書館の重要性を認識し、1866年（慶応2年）に刊行された『西洋事情』初編巻之一で西洋諸国の都府の「文庫」を紹介していた。
1871年（明治4年）に慶應義塾が三田の旧島原藩邸に移転すると邸内の「月波楼」の一室を図書室とした。次いで1887年（明治20年）に煉瓦講堂内の一室に書籍館を設けたが、蔵書数が増えるにつれて独立した図書館の建設を求める声が次第に高まっていった。

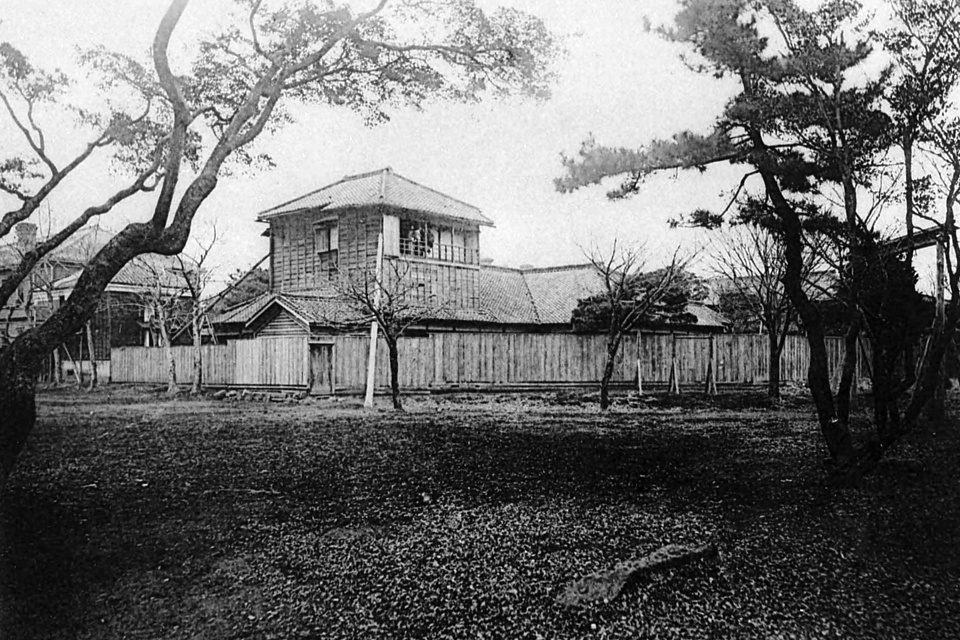
月波楼（1893年頃）
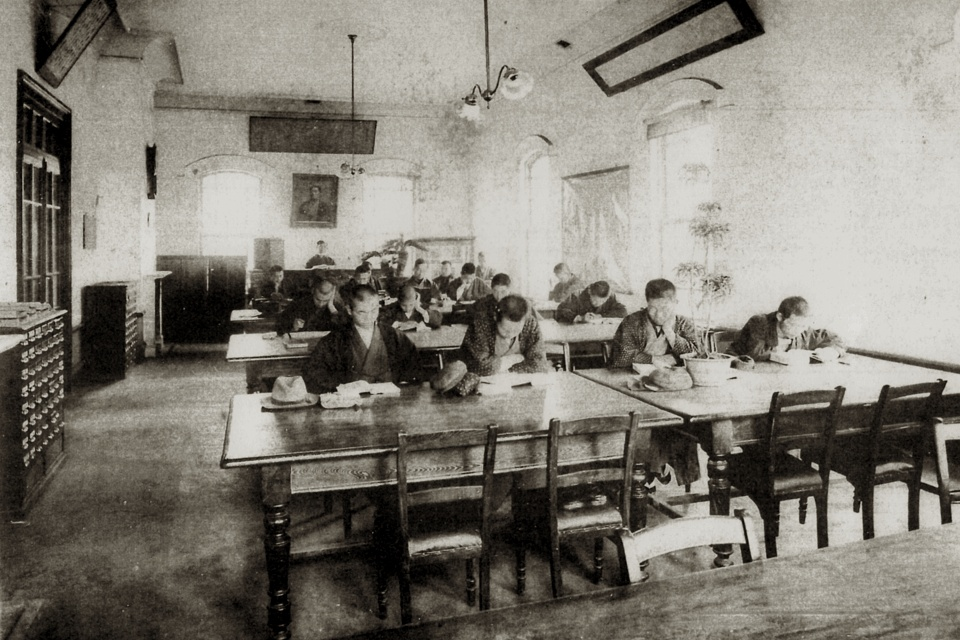
煉瓦講堂内の一般読書室（1907年）

### 図書館の建設
1907年（明治40年）の慶應義塾創立50周年の記念事業として、以前からその必要に迫られていた図書館建設の議が起こり、前年12月に「慶應義塾創立五十年紀念図書館建設趣意書」が発表され、同時に資金募集を行ったところ、募金額は30万円以上に達した。
図書館の建物を木造とするか煉瓦造とするかについては意見が分かれた。建設費を節約して工科を新設してはどうかとの意見もあったが、塾長鎌田栄吉は不燃物の図書館を造るべきだと主張し、結局煉瓦造とすることで決着した。
建設地は三田山上北東の一角に決定し、建築設計は当時の慶應義塾評議員会会長荘田平五郎を通じて曾禰達蔵に依頼され、建物のデザインは曾禰中條建築事務所から提案された12、3種類の中から最終的に中條精一郎のゴシック式のプランが採用された。
工事請負は戸田組が落札した。当時の戸田組は幹部制を採用したばかりの駆け出し組であり、この工事を引き受けたことは並々ならぬ名誉と感じていたようである。
図書館の建設工事は1908年（明治41年）12月24日に根切工事と菱矢来建設から始まり、翌年5月26日に地鎮祭、地階の石積工事を終えた11月23日に安礎式が行われた。内装工事と周辺整備も曾禰中條建築事務所の下で進められ、1912年（明治45年）4月15日に戸田組より曾禰・中條両人立会いの下で建物の引き渡しが行われた。

### 図書館の開館

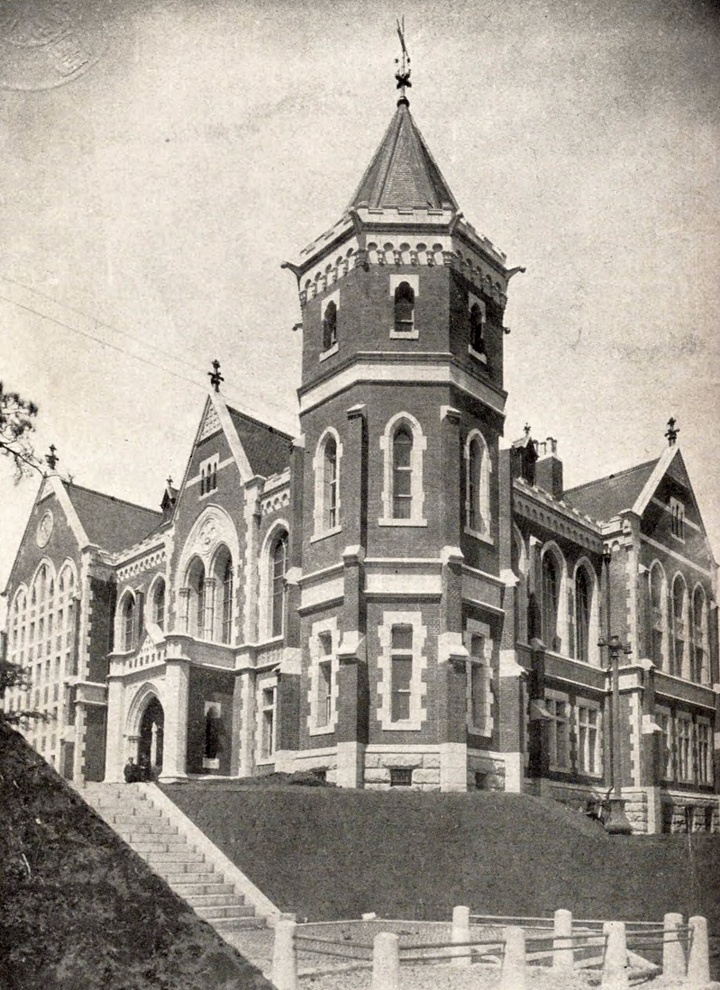
竣工時の図書館

開館式は1912年（明治45年）5月18日に2階大閲覧室で行われ、塾長鎌田栄吉の挨拶に続いて徳川頼倫の祝辞、徳川家達の祝辞（田中一貞代読）、日本図書館協会会長西村竹間の祝辞、社頭福澤一太郎の謝辞があり、図書館の建物は18日夜から3日間にわたってイルミネーションで彩られた。慶應義塾消費組合では開館記念のアルバムや絵葉書、純銀メダル（彫刻家畑正吉制作）などが販売され、絵葉書は三田界隈の書店や文房具店でも市販された。同年11月1日から外来閲覧者も利用可能となった（入館料は1回5銭、１ヵ月1円）。

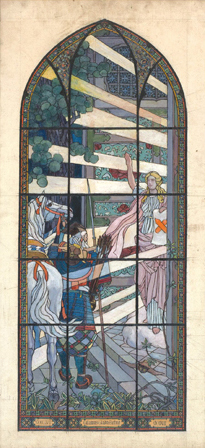
ステンドグラスの原画（和田英作筆）

開館時は本館2階の大閲覧室に150席を設けていた。来館者は貸出台の職員に閲覧したい書籍の目録カードを提示し、職員は大閲覧室の西隣の書庫から書籍を取り寄せた。
書庫は閉架式で、地階から地上4階までの各階に中央廊下と南北2室を設けた。地階は倉庫として使用し、地上階の各部屋に壁付片面書架を2列、両面書架を6列並べた。ただし1階南側の部屋は当初教職員用の書庫内閲覧室として使用されていた。書庫の収容力は20万冊とされたが、将来的に中央廊下を延長して書庫を増築することが可能な設計が当初からなされていた。
大階段踊り場北面の大窓にはステンドグラスを設置する計画だったが、開館当初は板ガラスであった。1915年（大正4年）12月30日に和田英作原画、小川三知制作の色鮮やかなステンドグラスがはめ込まれた。これは高さ約3間半、幅1間半の大作で、甲冑姿の武士が馬を降りて自由の女神と相対する図案に、ラテン語で Calamvs Gladio Fortior（ペンは剣よりも強し）と記されていた。
開館時の図書館脇には旧島原藩邸時代の黒門が建っていた。長い年月を経て倒壊の危険が生じたため、1913年（大正2年）9月に石柱鉄扉の西洋式の門に改められた。これがのちに「幻の門」と呼ばれることとなる。

### 関東大震災

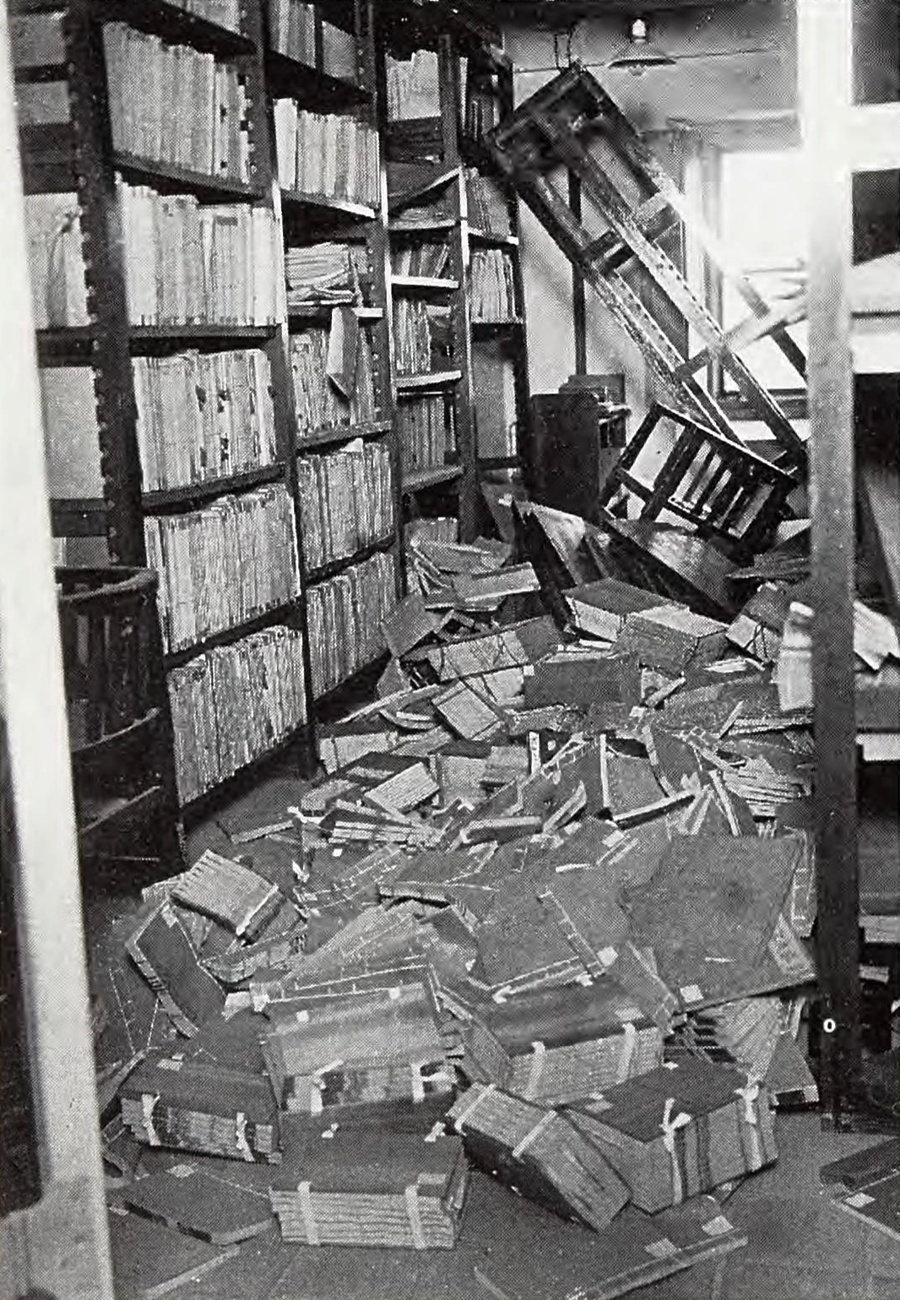
震災直後の書庫内部

1923年（大正12年）9月1日の関東大震災で慶應義塾は火災こそ免れたが、激しい揺れにより三田山上の各建造物は大きな被害を受けた。図書館も例外ではなく、本体部分と八角塔の接合部など各所に亀裂が生じた。その後1924年（大正13年）から翌年にかけて応急修理と精密検査が行われ、一時は建て替えの可能性も検討されたが、鉄骨を加えることで修復可能との結論が得られた。
やがて三田山上では演説館の移築、大講堂の修理、塾監局の建て替えが進められ、図書館の本格修理は1927年（昭和2年）8月に着手し、翌年8月竣工した。これに先行して正面向かって左手に第二書庫が増築された（施工は清水組）。第二書庫の外観デザインは創建時の書庫とほぼ同じで、鉄骨鉄筋コンクリート造、建坪53坪、延坪268坪余。その後1932年（昭和7年）までに図書館の玄関脇にヒマラヤ杉が数本植樹された。
震災後の図書館の部屋配置は震災前とほぼ同じだが、地階の便所が水洗式となり、旧新聞製本室で売店が開業するなどのサービス改善が図られた。この売店は当初パンや牛乳などの調理煮炊しないものに限って販売していたが、いつしかカレーライスやラーメンも品目に加えられた。
1932年（昭和7年）5月9日に挙行された慶應義塾創立75年記念祝典に秩父宮雍仁親王が来塾し、図書館大閲覧室で開催された西洋経済思想史展覧会も参観したが、このとき秩父宮は「英国の本が多いですね」との感想を漏らした。説明役の高橋誠一郎によれば秩父宮の表情は不満そうだったという。この展覧会には慶應義塾出身の犬養毅首相も同席していたが、6日後の五・一五事件で暗殺された。

### 戦時下の図書館
やがて軍国主義の荒波は慶應義塾図書館にも押し寄せ、1940年（昭和15年）までには共産主義や無政府主義の文献のみならず、美濃部達吉や河合栄治郎などの著書も禁閲対象となった。軍方面からステンドグラスの図案がけしからぬ、ペンは剣よりも強しとは何事か、と難癖をつけられたのもこの頃である。
太平洋戦争が始まると私服刑事が玄関脇で来館者を監視するようになり、統計書や官庁の報告書、航空写真が掲載された地理書なども閲覧できなくなった。前述の売店も配給制度下で商品が欠乏し、しまいには乾燥バナナなどを売りながら細々と営業を続けたという。さらに1943年（昭和18年）から学徒出陣が始まり、三田山上に塾生の姿はまばらとなった。文部省の指示により大閲覧室は1944年（昭和19年）5月から千代田生命保険に貸与され、同年夏頃から重要図書の疎開が行われた。図書館の建物でも屋根裏可燃物の除去、書庫屋根裏階段の封鎖などの防火対策を施した。

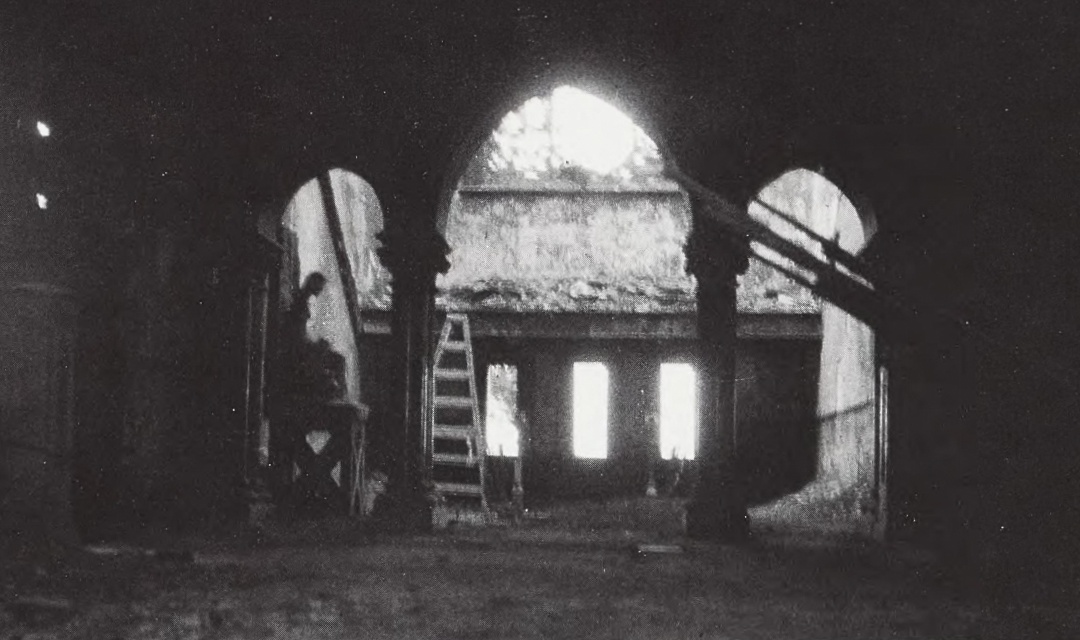
廃墟と化した玄関ホール

1945年（昭和20年）5月24日の空襲で慶應義塾は綱町の普通部校舎や亜細亜研究所の大部分、史学科考古室（現在の西館付近）などを焼失したが、図書館に被害はなかった。しかし、25日夜から翌日にかけての山の手空襲で第二書庫屋根裏と八角塔に引火。書庫の被害は最小限度にととめたものの、八角塔の火は事務室と閲覧室に延焼し、28日まで燃え続けた。この火災で書庫外の未整理蔵書の多くが焼失した。その中には馬場孤蝶・水上瀧太郎旧蔵書、泉鏡花旧蔵書（一部）・フランク・ホーレー旧蔵書（一部）のほか、時事新報社解散後に同社から寄贈された『時事新報』の揃いなどが含まれていた。また、書庫内の蔵書も雨水や消火水などで少なからず損傷した。
これらの空襲で三田地区は5割以上の施設を失った。図書館事務室は焼失を免れた第一校舎の1番教室に移転し、2番教室と3番教室を仮書庫、2階西側の33番教室を仮閲覧室とした。

### 昭和戦後

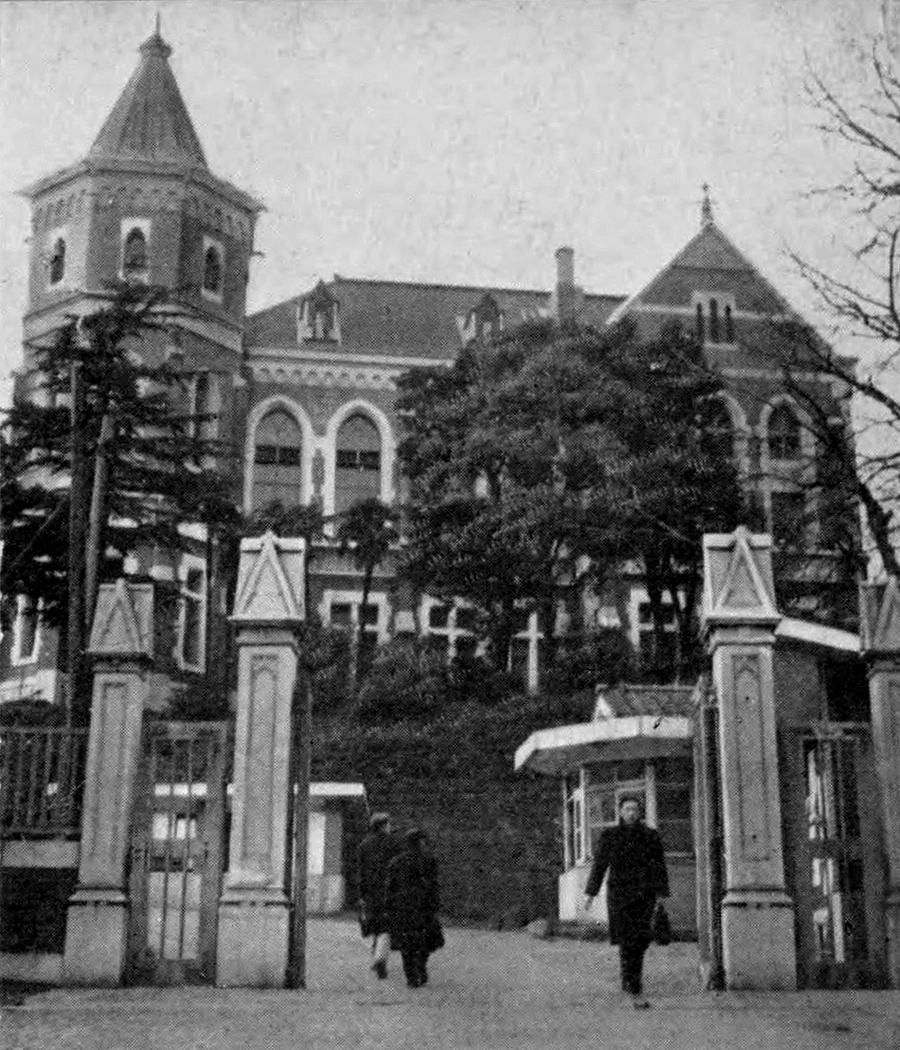
幻の門と修復された図書館。2000年の東館竣工と幻の門移設により、この光景は過去のものとなった。

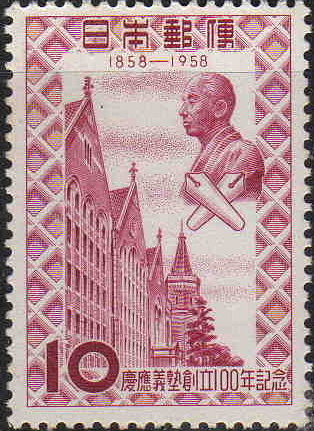
慶應義塾創立100年記念切手（1958年発行）

終戦後の1945年（昭和20年）10月から翌年2月にかけて書庫の屋根の応急修理が中野組の請負によって行われ、さらに1947年（昭和22年）12月から1949年（昭和24年）5月にかけて図書館本体の本格的な復旧工事が安藤組の請負によって行われたが、屋根は装飾のないトタン屋根となり、焼失したステンドグラスの跡には透明ガラスが張られた。復興落成式は5月5日に行われ、9日から図書館での閲覧業務を再開した。しかし、同年8月のキティ台風上陸により書庫の屋根が吹き飛ばされたため、翌年再復旧した。
1951年（昭和26年）に文学部図書館学科が創設され、同学科の図書室が図書館内に作られた。
1957年（昭和32年）10月7日、インド共和国首相のジャワハルラール・ネルーが来塾。三田演説館での名誉博士号授与式に臨んだのち図書館2階のバルコニーに立ち、約6,000人の塾生の前で演説を行った。
1958年（昭和33年）11月8日、郵政省から図書館と福澤諭吉の胸像、ペンマーク、三田演説館の外壁が描かれた慶應義塾創立100年記念切手が発行され、同日に日吉記念館で開催された創立100年記念式典で初刷1シートの贈呈式が行われた。
1961年（昭和36年）、第三書庫を増築（設計監理：三菱地所部、施工：安藤組）。構造は鉄筋コンクリート地下2階地上3階建で、建坪約160坪（528.9m2）、延坪約858坪余（2,838.2m2）。これにより閲覧者席は400席となり、書庫は30万冊分拡張し、さらに研究室、レファレンス室、開架室なども新設された。翌年10月には斯道文庫が日吉から第三書庫内に移転した。
1966年（昭和41年）8月、作家久保田万太郎の寄附した著作権によって三田文学ライブラリーが設立され、八角塔内で関連資料の保管・整理が始まった。
1969年（昭和44年）3月12日、図書館の初期の建物部分が国の重要文化財に指定された。もっとも、この年は大学紛争の影響で図書館は2度にわたって臨時休館を強いられ、職員は重要書籍の移転や書庫封鎖の対応に追われるなど散々な一年となった。
同年11月、図書館西隣に研究室棟が竣工し、第三書庫との間に連絡通路が設けられた。翌年4月に研究・教育情報センターが発足。研究室棟東側に同センター事務室と研究室書庫が設けられ、図書館蔵書と研究室蔵書の一体運用が始まった。
1974年（昭和49年）に大階段室のステンドグラスが復元された。

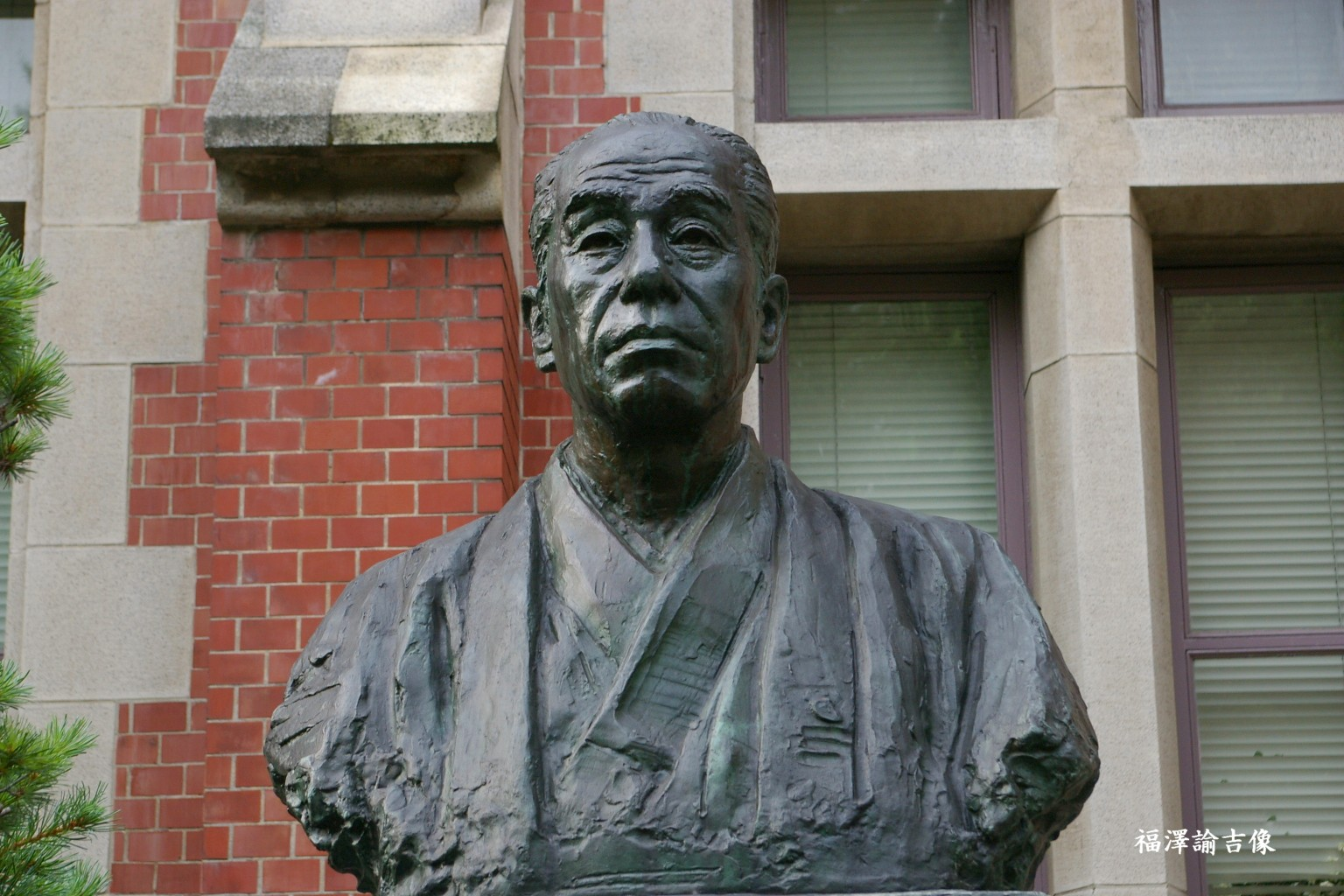
福澤諭吉胸像（柴田佳石作）

1976年（昭和51年）11月、研究・教育情報センター所長と文・経・法・商4学部長の連名で新図書館建設の要望書が提出される。1982年（昭和57年）、槇文彦の設計による図書館新館が完成したのに伴い、慶應義塾図書館旧館は記念図書館・研究図書館として改修されることとなり、屋根は元のスレート葺きとなり、八角塔の風見鶏も復元された。地下1階に民俗学・考古学資料展示室、三田文学ライブラリー、地上1階に福澤記念室、泉鏡花記念室、塾史資料室、2階に大・小会議室が設けられ、斯道文庫は1階から4階に移転した。
1983年（昭和58年）9月29日、旧館正面入口脇に福澤諭吉胸像が設置された。この胸像はもともと旧第一研究室前に設置されていたもので、現在の研究室棟建設のため1967年（昭和42年）にいったん撤去されたが、大学紛争長期化のために再設置できないまま久しく倉庫に保管されていた。それが1983年4月の福澤研究センター発足を機にようやく再び日の目を見ることとなった。

### 平成期以降
阪神・淡路大震災後の1996年（平成8年）に行われた耐震診断で図書館旧館は強度不足と判定され、構造設計者から免震レトロフィット工法による耐震化を提案された。しかし、当時は同工法の施工例が少なかったこと、費用が高額であったこと、校舎の耐震化が優先されたことにより、この時点での耐震化は見送られた。
2000年（平成12年）春、三田通り沿いに図書館旧館のデザインを模した8階建の東館が竣工。これに伴い「幻の門」は東館アーケードとブリッジをくぐり抜けた坂道の上に移設され、三田通り沿いから図書館旧館を見上げる光景は大きく様変わりした。
2008年（平成20年）10月28日、イギリスのチャールズ3世（当時皇太子）が来塾し、図書館旧館2階の旧閲覧室（当時は大会議室）で歌舞伎研究会のオリジナル演目「慶吉日対面」と剣道の演武を鑑賞した。
2011年（平成23年）3月11日の東日本大震災では八角塔の煉瓦が剥落する被害があり、耐震性と経年劣化の問題が改めて浮き彫りとなった。

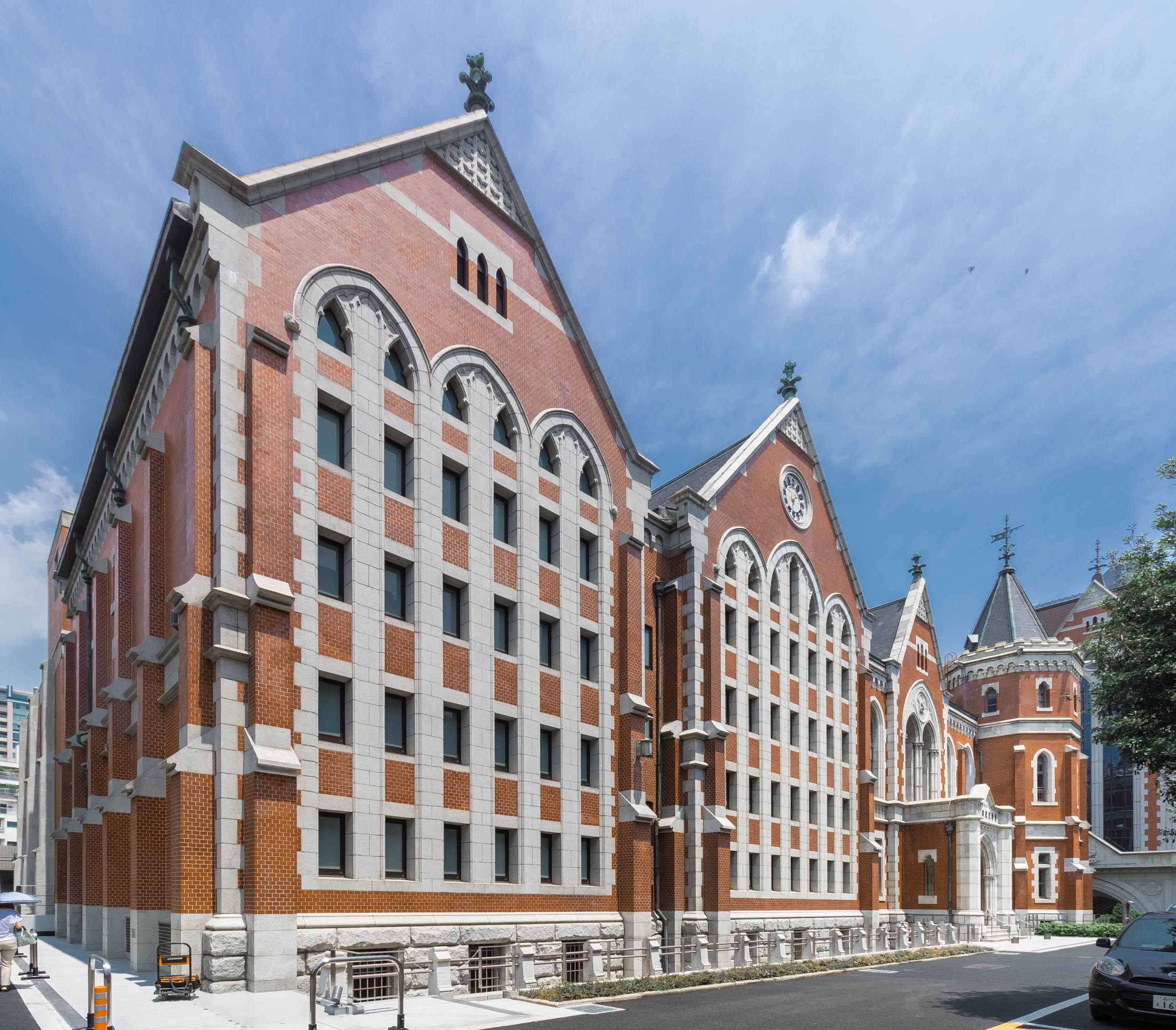
地階のドライエリアが修復された図書館旧館（2019年6月）

2015年（平成27年）、慶應義塾は図書館旧館の耐震改修工事と保存修理工事の実施を決定し、文化庁と協議を重ねた結果、重要文化財に指定されている初期建築部分の工事は国庫補助事業で、未指定の第二書庫については慶應義塾の自主事業で実施することとなった（設計：三菱地所設計、設計監理：文化財保存計画協会、施工：戸田建設）。工事に先立って玄関脇のヒマラヤ杉は2016年（平成28年）12月に伐採され、福澤諭吉胸像は翌年2月に三田演説館前へ移設された。
2017年（平成29年）2月1日の着工から2年4ヶ月におよぶ工事は2019年（令和元年）5月31日に完了し、同年9月30日の報告書提出をもって図書館旧館の耐震改修および保存修理事業は完了した。また、耐震改修工事の対象外とされた第三書庫についても大規模な内部改修が行われた。
なお、研究室棟との間に設けられていた渡り廊下は2018年（平成30年）に撤去された。
現在、慶應義塾図書館旧館は三田メディアセンターが管理運営し、その中には、福澤研究センター（1階）、AVコーナー（1階）、カフェ八角塔（1階）、福澤諭吉記念慶應義塾史展示館（2階）、小会議室（2階）、斯道文庫（4階）などがある。

## 外観および館内
慶應義塾図書館旧館は、関東大震災（1923年）、東京大空襲（1945年）という2度にわたる大災害をくぐり抜け、建設当初の華麗な姿を留めている。赤煉瓦と花崗岩による壮麗な外観を有しており、ゴシック様式の洋風建築である。広さは本体部分（地下1階・地上2階・一部3階）、書庫（地上4階・地階と屋階あり）、東南隅にある八角塔（地下1階・地上4階）を合わせて建坪208坪（688m2）ほどである（竣工時、附属建築物除く）。

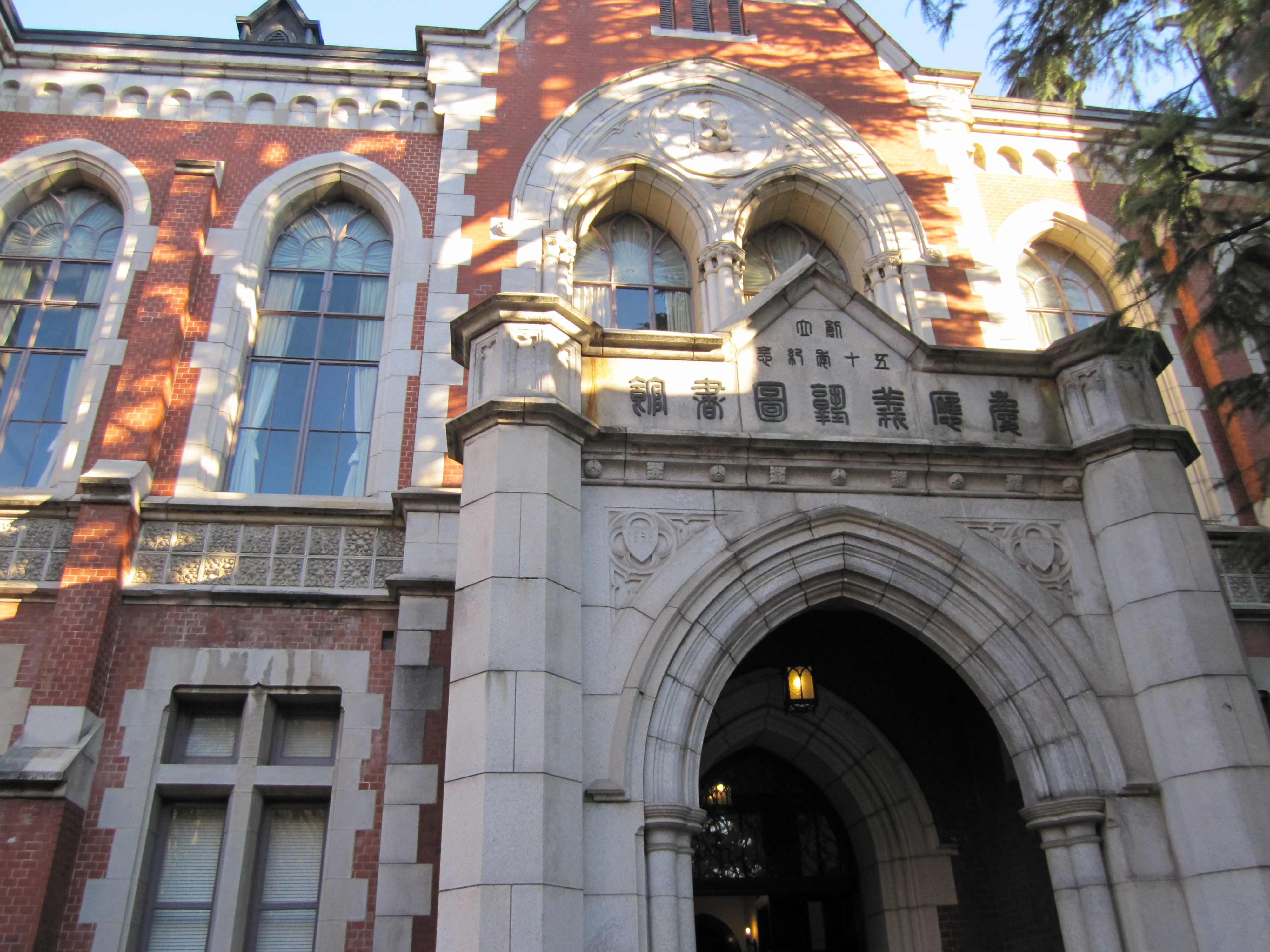
「創立五十年紀念慶應義塾図書館」の篆刻文字（2010年撮影）

正面玄関上部に掲げられた「創立五十年紀念慶應義塾図書館」の文字は篆刻家山本拝石の書を岩村透が指図して天賞堂に鋳造させたものである。2階バルコニー上部のペンマークのレリーフは戦後修復されたものだが劣化が著しかったため、2017-19年の改修工事に際して明治期の写真をもとに擬石で復元した。
書庫の壁面上部の直径5尺の大時計はラテン語の TEMPUS FUGIT（光陰矢の如し）を文字盤に並べたもので、工芸家沼田一雅の作品である。この時計は空襲で機械部分は焼失したものの、表時盤は無傷であった。雄工舎製電気時計を取り付けて再び時を刻み始めたのは1953年（昭和28年）2月中旬のことであった。

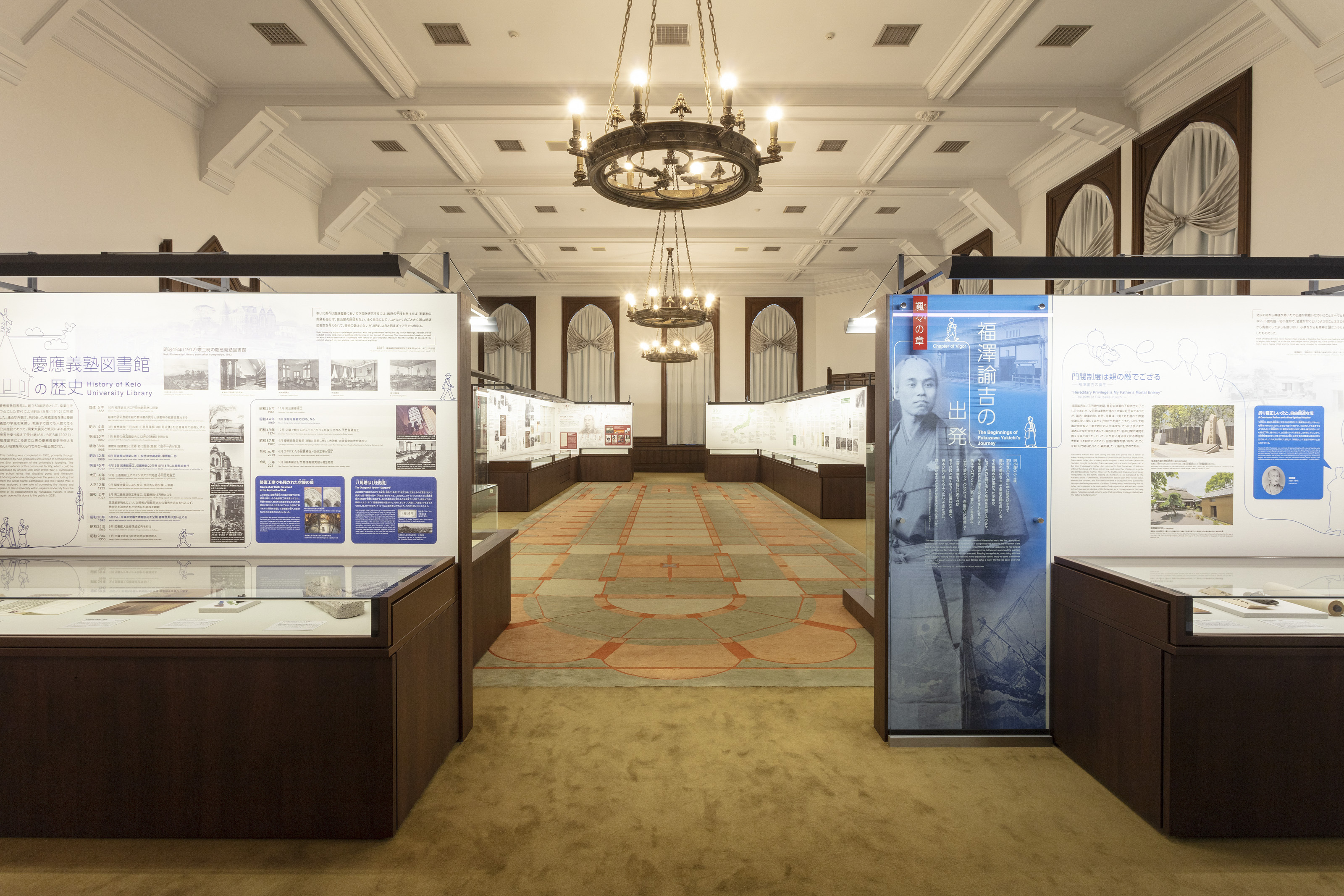
福澤諭吉記念慶應義塾史展示館

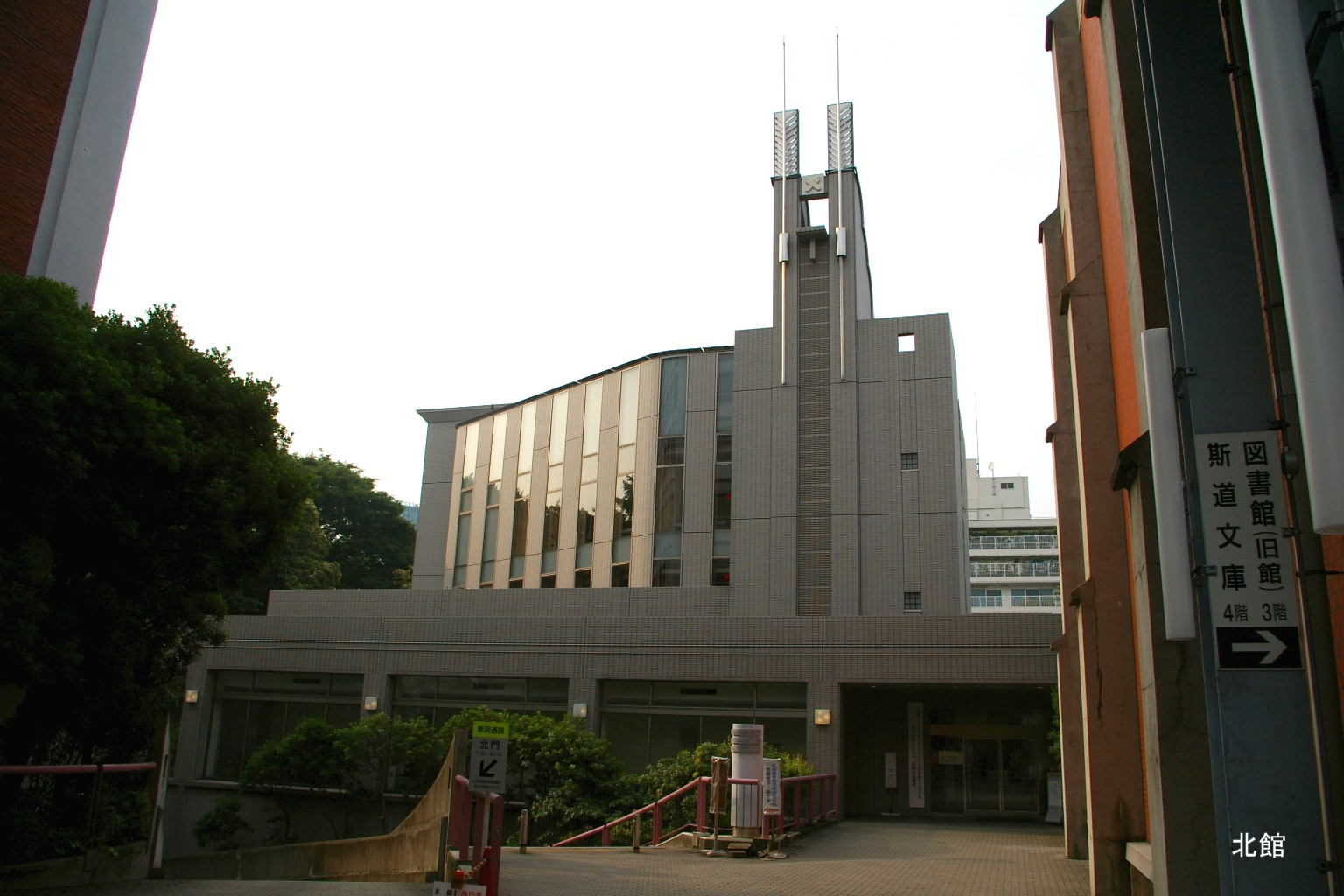
第三書庫西側の斯道文庫入口（2009年撮影）

赤絨毯が敷かれた玄関ホールの一角に設置されている大理石像は彫刻家北村四海の第3回文展出品作「手古奈」で、塾員山中吉三郎を通じて慶應義塾に寄贈されたものである。1945年（昭和20年）の空襲で両腕部分を失い、戦後は地下倉庫に保管されていた。2005年（平成17年）年から2007年（平成19年）にかけて修復作業が行われたが、戦争の記憶を後世に伝えるため、あえて両腕のない状態のまま公開されている。
玄関ホール東隣には開館時は雑誌室、南東側の八角塔1階には教員読書室があった。八角塔2階は特別室、3階は吹抜、最上階の接客室兼談話室は「月波楼」と呼ばれ、窓からは房総半島の連山を眺めることができたという。
玄関ホール西隣には以前は図書館事務室があったが、現在は慶應義塾福澤研究センターが置かれている。同センターは1951年（昭和26年）に発足した塾史編纂所を起源とし、『慶應義塾百年史』の編纂事業完了後の1969年（昭和44年）に塾史資料室、1983年（昭和58年）に現在の名称に変更した。その研究目的は福澤諭吉や慶應義塾の歴史編纂のみならず、福澤や義塾の視点からの日本近代史研究を目指すものである。なお、センター内での資料閲覧は研究者限定で、事前予約が必要となっている。
玄関ホール奥の緑色大理石の三連アーチをくぐると大階段室があり、東隣の福澤記念室には洋画家川村清雄が描いた福澤諭吉像が飾られていた。2階に上る大階段踊り場北面の小川三知作のステンドグラスは戦災で焼失したが、小川の未亡人から慶應義塾図書館が重要文化財に指定されたことを知らされた小川門下の大竹龍蔵がステンドグラスの復元を申し入れ、和田英作の原画をもとに4年がかりでこれを制作し、1974年（昭和49年）12月10日に復興除幕式が行われた。しかし、大竹はステンドグラスの完成した姿を見ることなく10月10日に突如他界した。
福澤諭吉記念慶應義塾史展示館は2021年（令和3年）7月5日に開館した。2階旧大閲覧室を改装した常設展示室では福澤諭吉の生涯や慶應義塾史に関する各種資料が公開されており、企画展示室での特別展も年に数回開催されている。開館時間は10時から18時までで、閉館日は日曜・祝日など。入場料は無料。
斯道文庫は4階にあり、国内外の和漢書籍の収集・整理と研究者（原則として大学院生以上）への公開を行っている。開館時間は9時30分から16時30分までで、閉館日は土・日曜日・祝日など。入口は建物の西側にある。
書庫は現在も慶應義塾大学三田メディアセンターの施設として活用されており、第三書庫3階には遠山音楽文庫（音楽評論家遠山一行が設立した旧遠山音楽財団附属図書館の旧蔵資料の一部）および風早文庫（ミュージカル評論家風早美樹の旧蔵資料）が所蔵されている。

## 文学の丘
慶應義塾図書館旧館の東側には「文学の丘」と呼ばれる小高い丘があり、慶應義塾ゆかりの文人を顕彰する文学碑3基と胸像1体が設置されている。
- 小山内薫胸像 - 朝倉文夫作。1984年に現在地に移設された[88]。
- 吉野秀雄歌碑 - 1972年設置[88]。
- 久保田万太郎句碑 - 1973年設置[88]。
- 佐藤春夫詩碑 - 1974年設置。建築家谷口吉郎が設計を担当した[88]。

## アクセス
- JR山手線・京浜東北線 田町駅から徒歩8分
- 都営浅草線・都営三田線 三田駅から徒歩7分
- 都営大江戸線 赤羽橋駅から徒歩8分

## ギャラリー

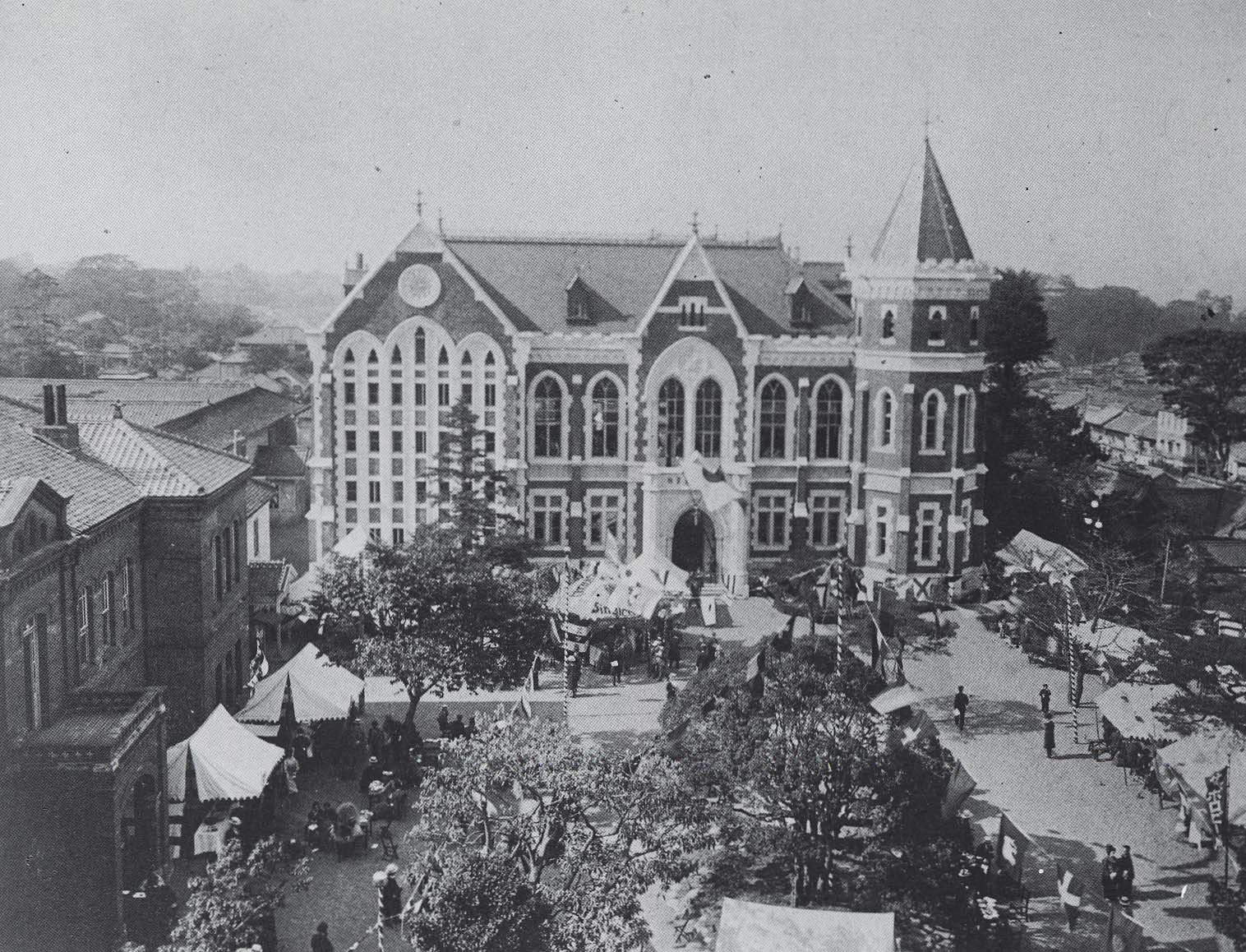
開館式当日の光景（1912年5月18日）
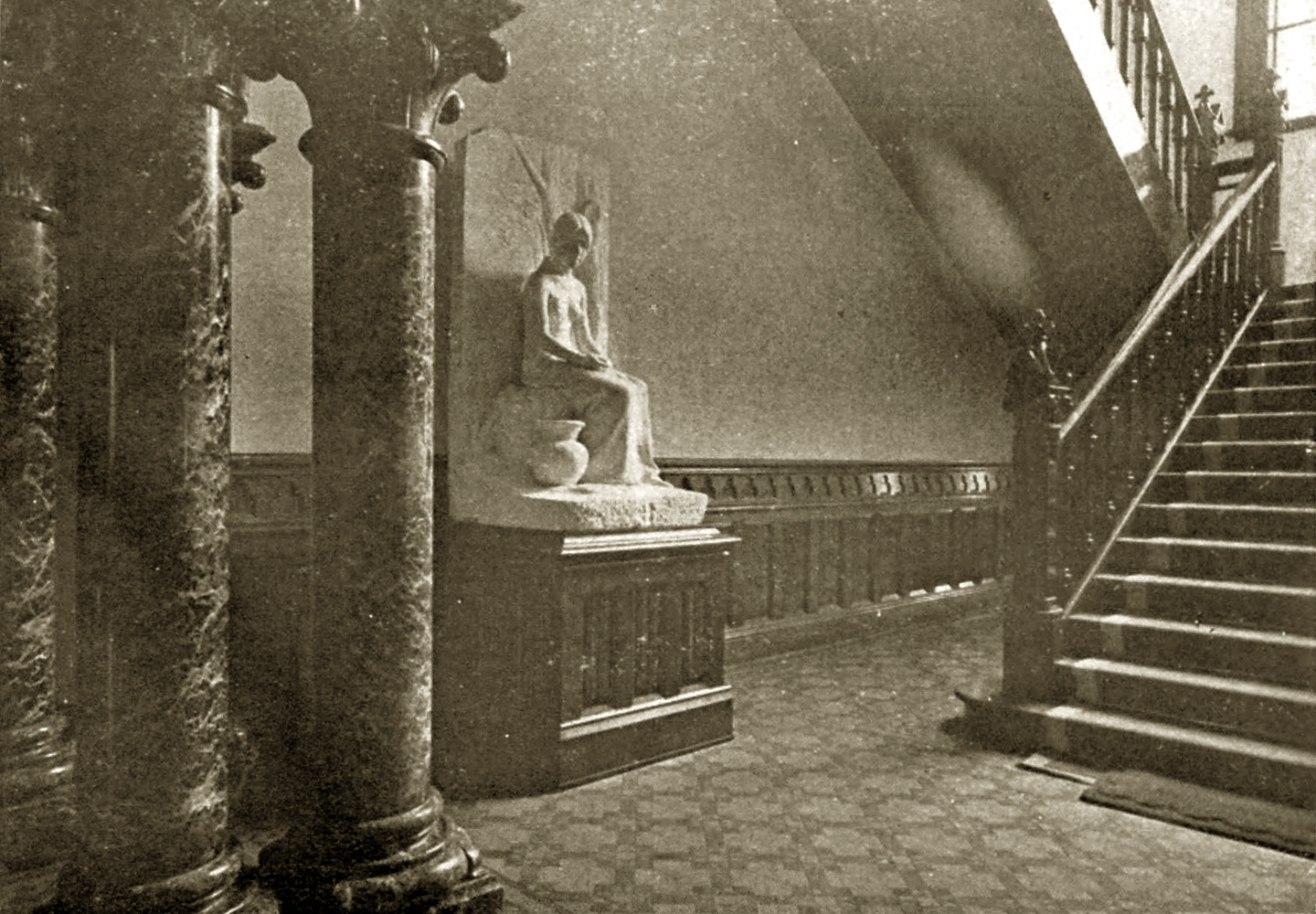
玄関ホールの手古奈像（竣工時）
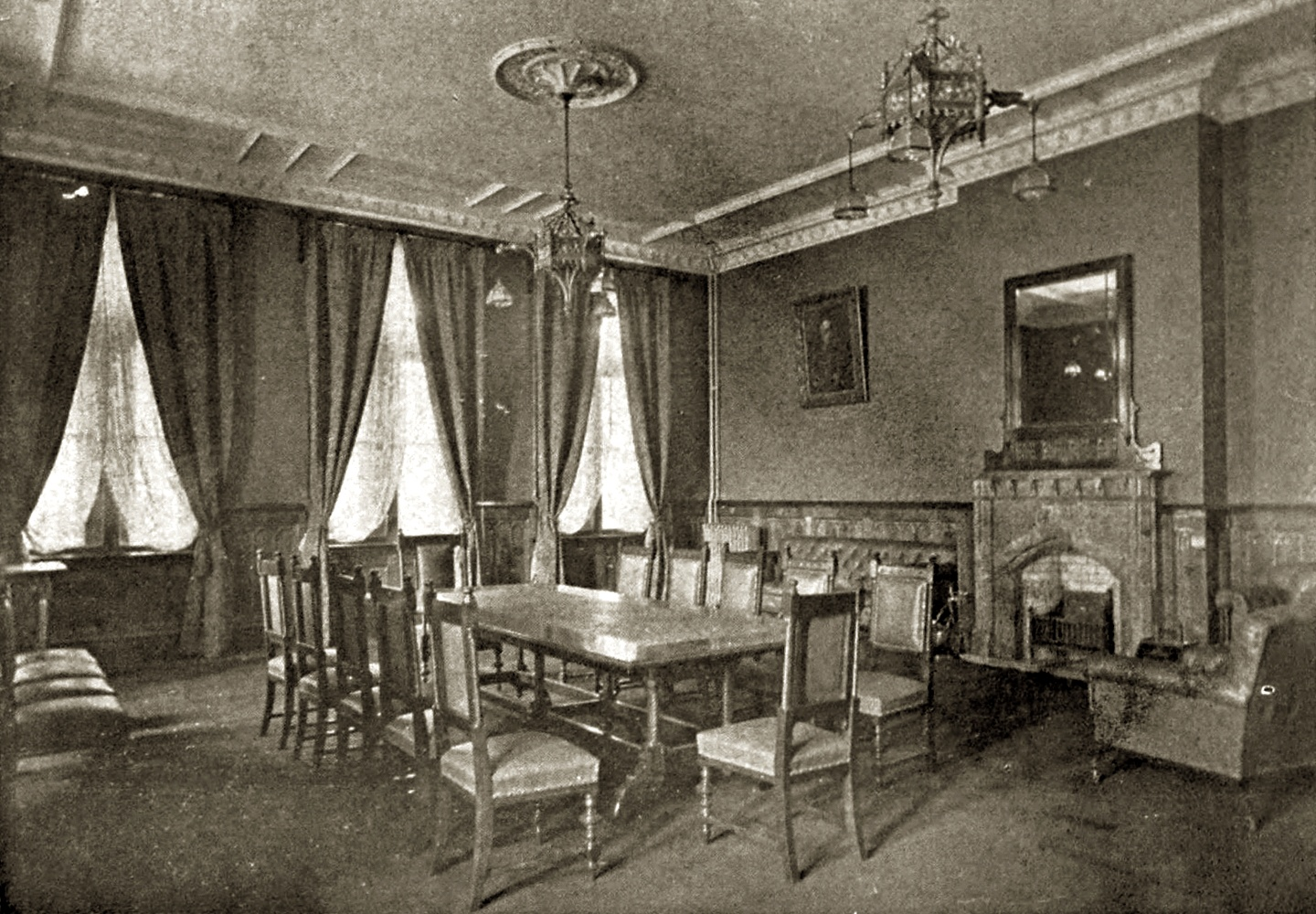
1階福澤紀念室（竣工時）
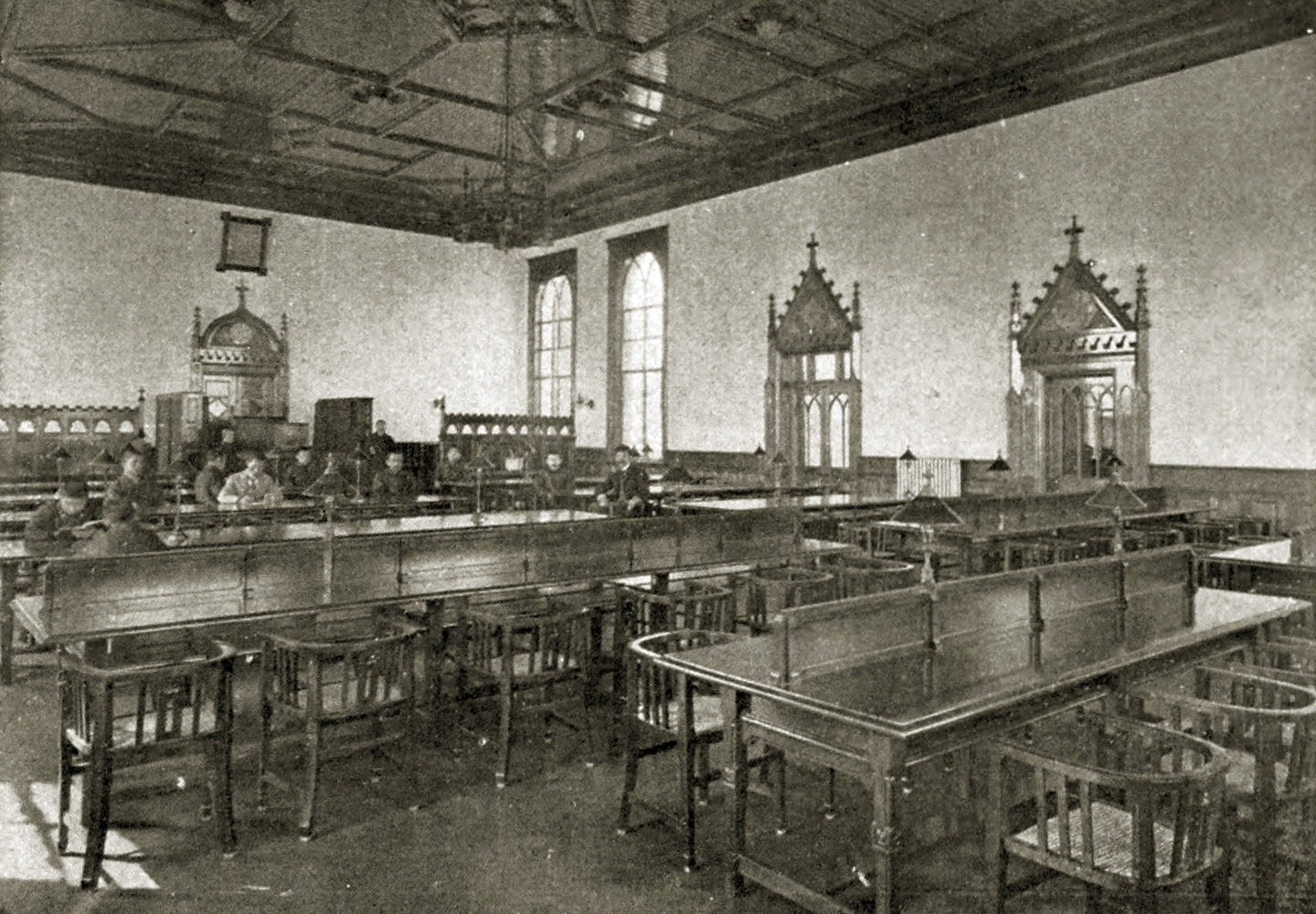
2階大閲覧室（竣工時）
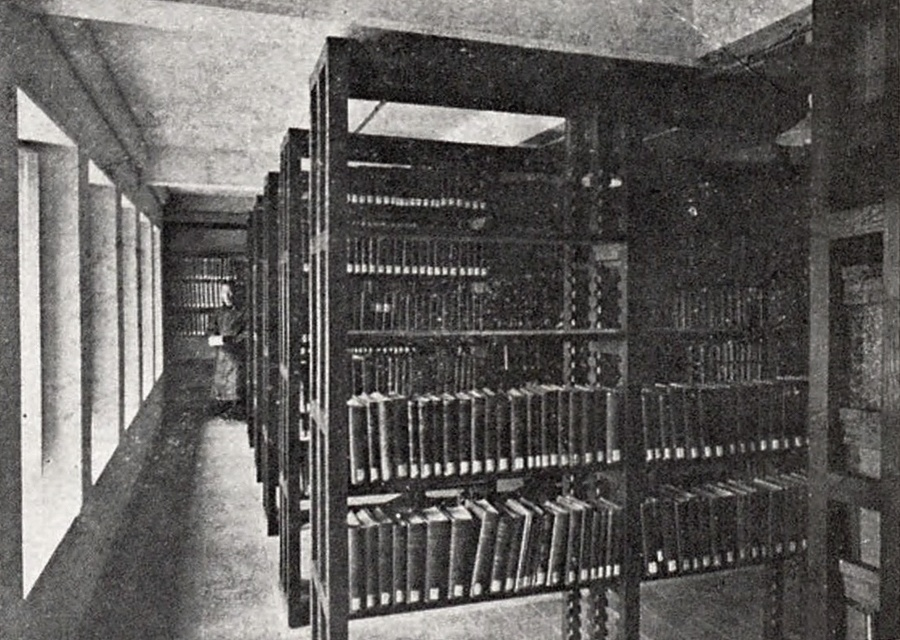
書庫内部（竣工時）
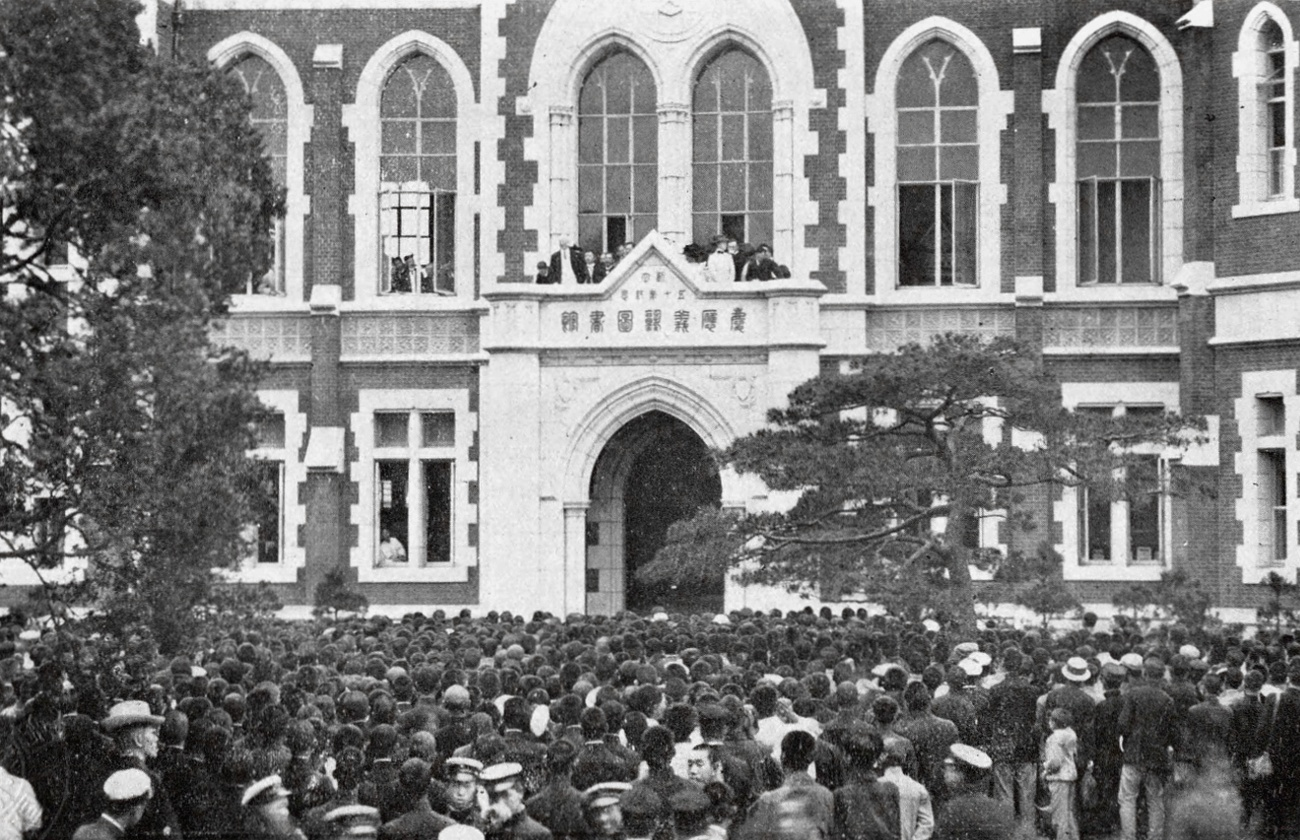
ハーバード大学エリオット総長の来塾（1912年6月26日）
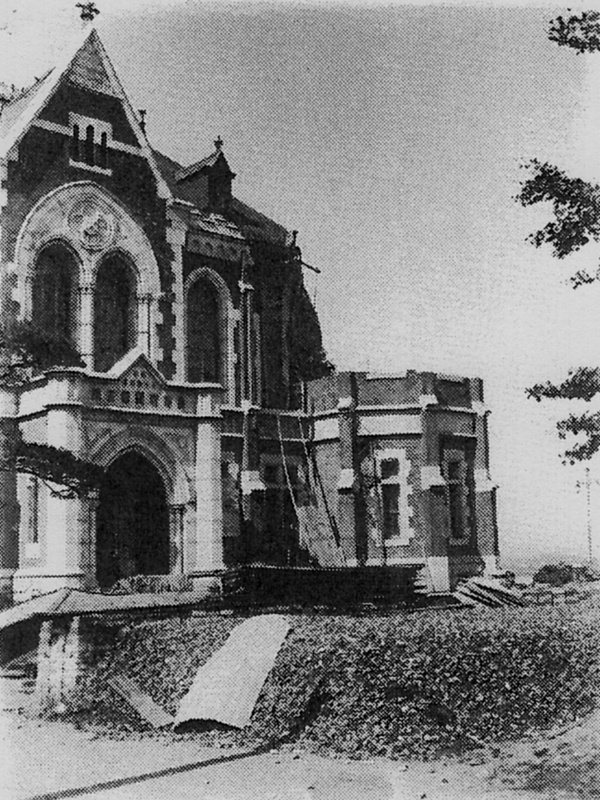
関東大震災後の図書館。被害の大きかった八角塔は一度解体された。
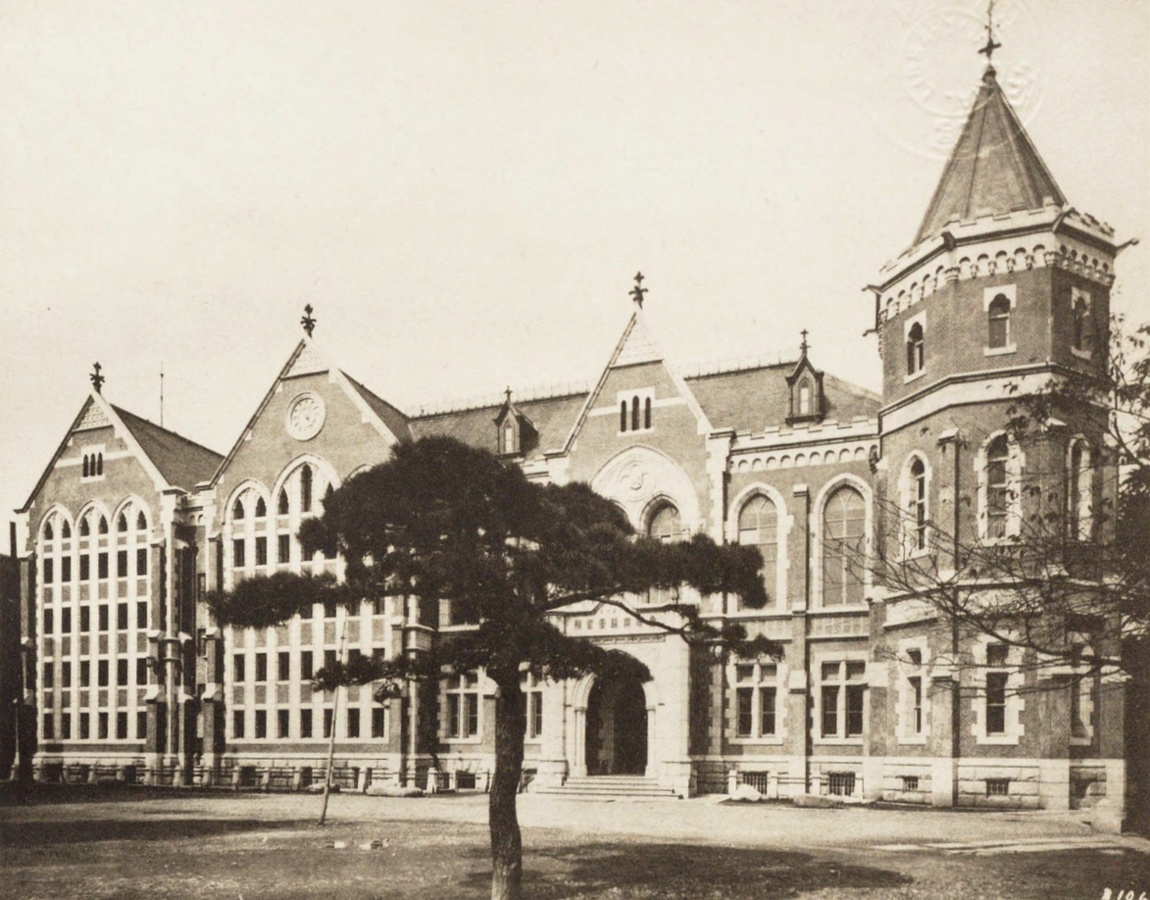
震災復旧および第二書庫増築後の図書館（1928年）
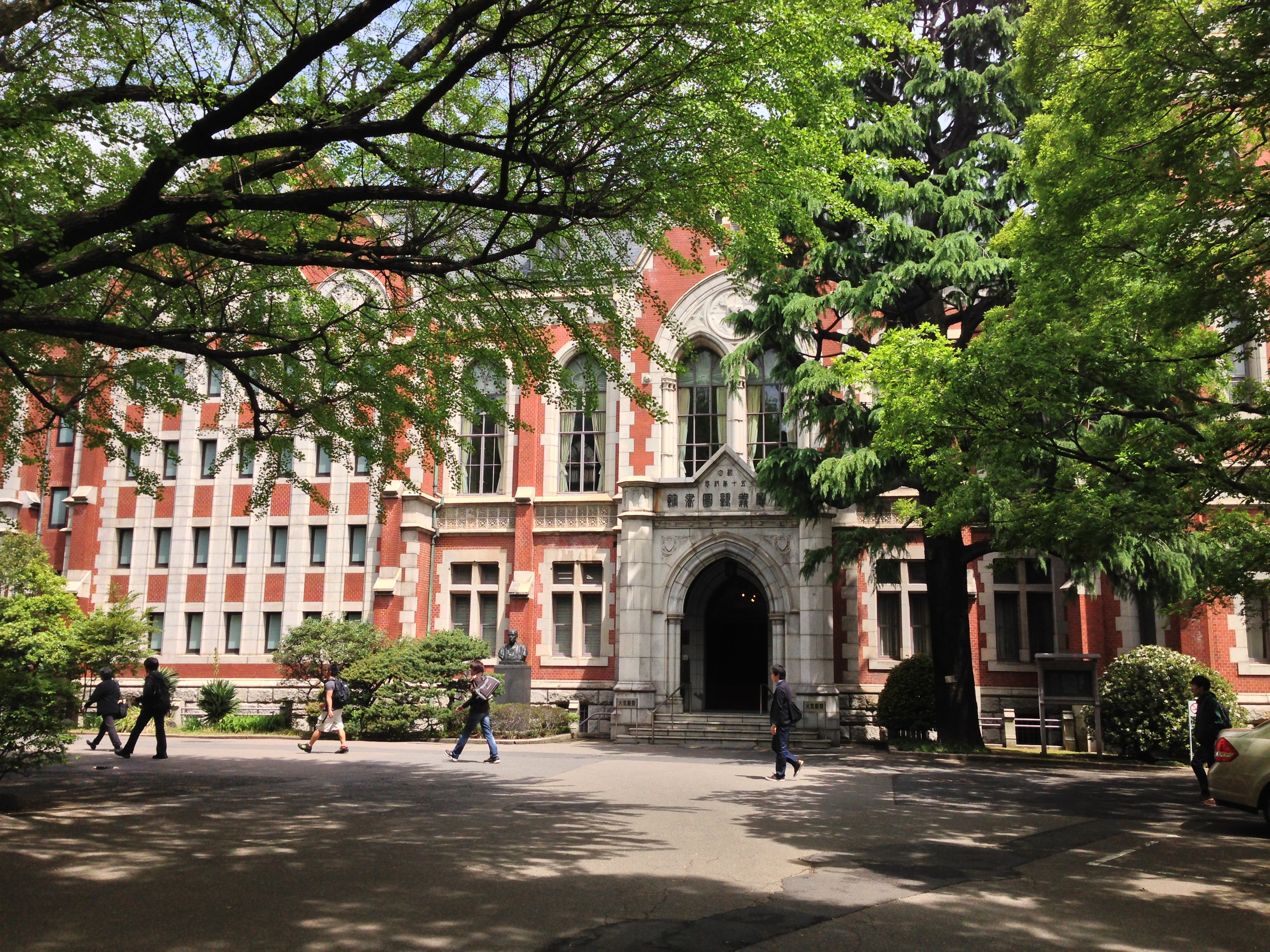
改修工事前の図書館旧館入口（右側のヒマラヤ杉は2016年に伐採され、左側の福澤諭吉像は三田演説館前に移設された）
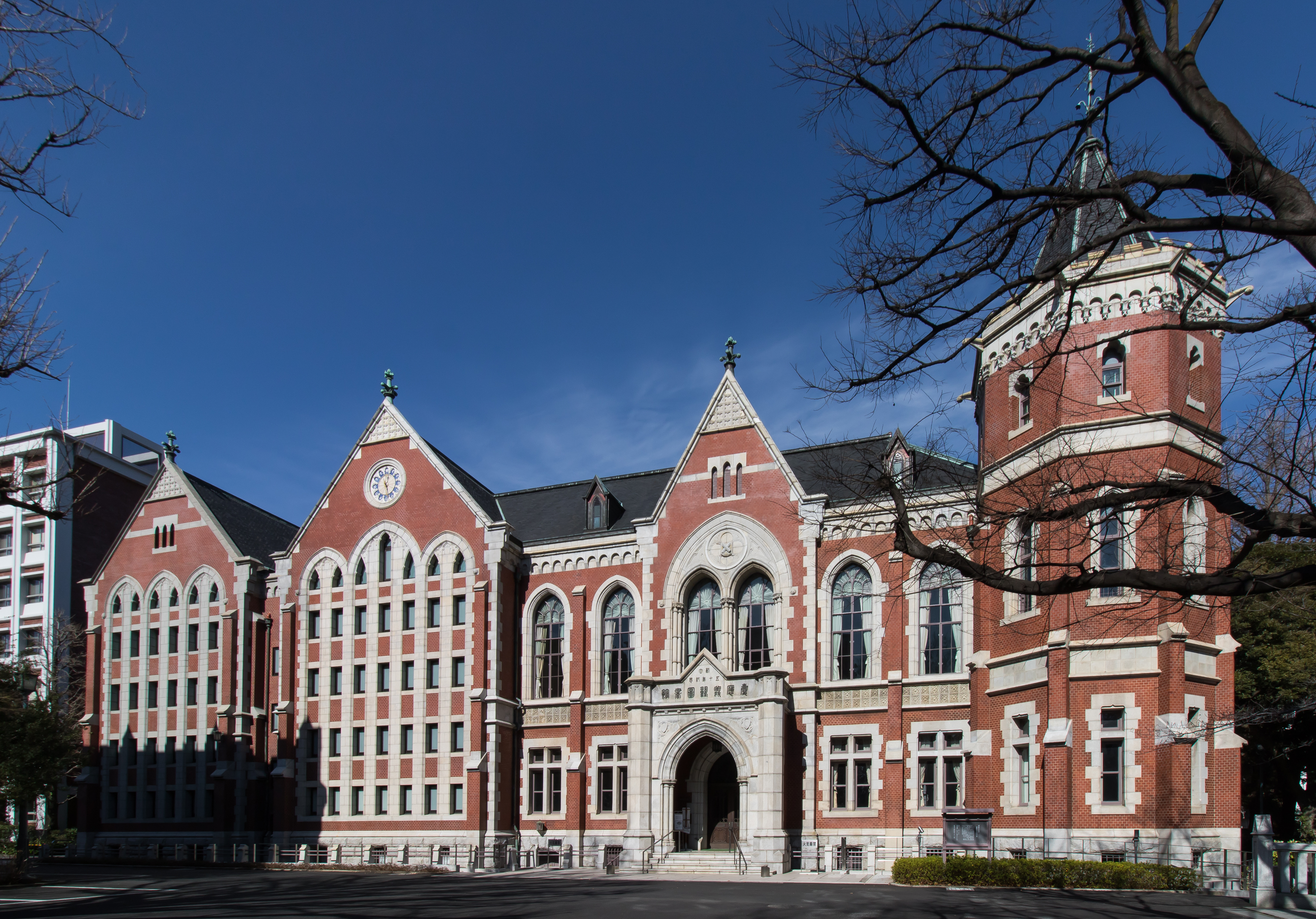
改修工事後の図書館旧館（2020年）